# Haitianisch-nordmazedonische Beziehungen
Die haitianisch-nordmazedonischen Beziehungen beschreiben das bilaterale Verhältnis zwischen der Republik Haiti einerseits und der Republik Nordmazedonien andererseits.
Die im Jahr 1804 von Frankreich unabhängig gewordene Republik Haiti und die 1991 aus der Auflösung des ehemaligen Staates Jugoslawien zunächst entstandene ehemalige jugoslawische Republik Mazedonien, die 2019 in Republik Nordmazedonien umbenannt wurde, unterhalten seit 2001 diplomatische Beziehungen.
Die entsprechende gemeinsame Erklärung wurde am 11. April 2001 von den Leitern der Ständigen Vertretungen beider Länder bei den Vereinten Nationen in New York unterzeichnet.
Es wurden keine diplomatischen oder konsularischen Vertretungen im jeweils anderen Land eingerichtet.
Seit der Formalisierung der bilateralen Beziehungen waren weder in politischen noch in wirtschaftlichen oder kulturellen Belangen intensivierte oder ausgeprägte gemeinsame Aktivitäten oder Austausche der Länder zu beobachten.